# Théorie de l'autodétermination

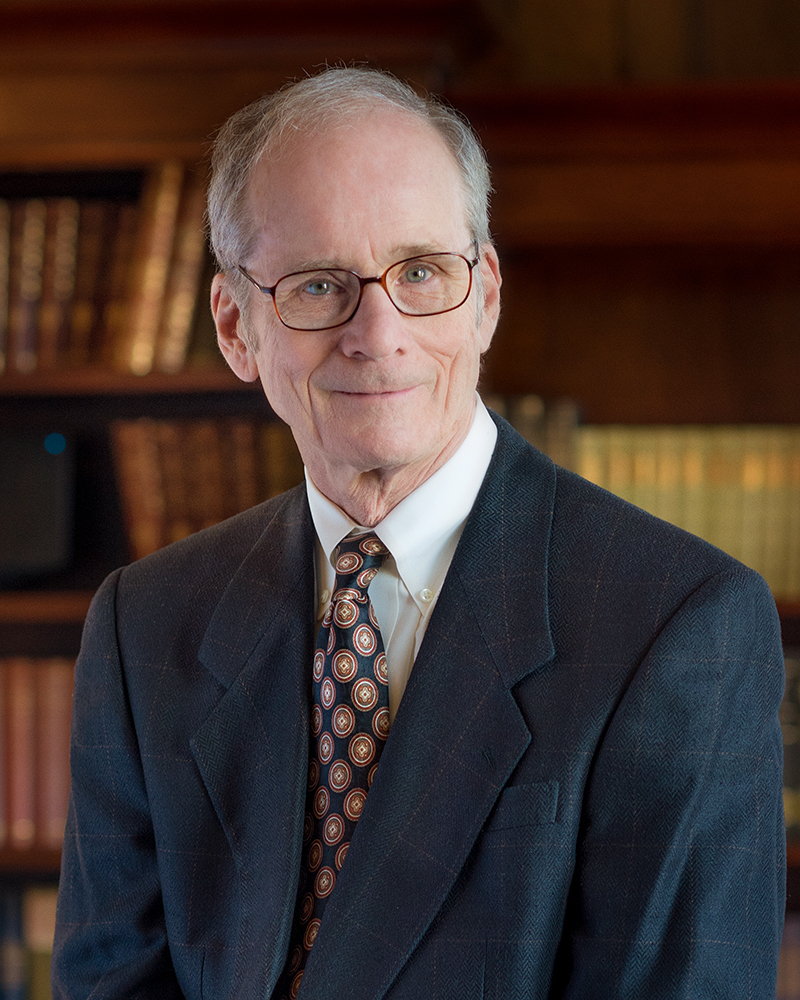
Pr. Edward L. Deci, éminent psychologue, auteur de "Center for Self-Determination Theory"

La théorie de l'autodétermination (acronyme TAD en français ou SDT pour Self-Determination Theory en anglais) est une macro-théorie qui propose différents modèles complémentaires (appelés mini-théories) permettant de mieux comprendre les mécanismes de la motivation humaine. Elle focalise en particulier son attention sur le degré d'auto-motivation et d'auto-détermination dans le cadre d'un comportement donné. Le degré d'auto-détermination est le degré d'autonomie et de persévérance dont fait preuve un individu dans l'exécution d'une activité ou d'un comportement, en l'absence de toute contrainte externe.
La TAD a été formée dans les années 1970 à partir de recherches menées sur la comparaison entre motivation intrinsèque et extrinsèque qui ont permis  de mieux comprendre l'importance du rôle joué par la motivation intrinsèque dans le comportement humain. La théorie a été pour la première fois formalisée par ses initiateurs, Edward L. Deci et Richard Ryan, dans un livre "Intrinsic Motivation and Self-Determination in Human Behavior" publié en 1985. C'est à cette date que la théorie a été formellement introduite dans le monde scientifique. Depuis le début des années 2000, sa notoriété s'est accrue rapidement. Aujourd'hui (2023), avec plus de 145 000 publications et 1,5 million de citations dans les revues scientifiques, la TAD est devenue l'une des théories les plus influentes au monde dans le domaine de la psychologie de la motivation.
La TAD est fondée sur plusieurs idées fondamentales :
- L'individu a une tendance naturelle et intrinsèque à chercher sa croissance psychologique et son intégration. Dans l'idéal, les expériences qu'il traverse lui permettent de développer ses capacités et d'exprimer ses talents en même temps qu'elles lui permettent d'actualiser son image de soi en un soi cohérent et en croissance (processus d'intégration);
- Les activités intrinsèquement motivées constituent le terrain privilégié d'expression de cette tendance à la croissance psychologique ce qui explique le haut degré d'autodétermination qui les caractérise (haut niveau de motivation et de persévérance), mais les activités extrinsèquement motivées peuvent également, lorsque le contexte y est favorable, contribuer à ce mouvement et générer un degré d'autodétermination important (même s'il n'est pas au niveau de celui de la motivation intrinsèque). Cette possibilité découle justement du processus naturel d'intégration qui incite l'individu à unifier ses expériences avec sa personnalité;
- En effet, Le contexte social peut favoriser ou, au contraire, empêcher ce mouvement naturel de croissance et d'intégration, selon qu'il répond ou pas à trois besoins psychologiques fondamentaux : l’autonomie, le lien social (ou appartenance) et la compétence (Deci, 1975)[3]. Non seulement un environnement qui répond à ces besoins fondamentaux contribue-t-il à soutenir la motivation intrinsèque, mais aussi favorise-t-il l'intégration par l'individu de comportements extrinsèquement motivés et ainsi une plus grande autonomie et persévérance (un plus haut degré d'autodétermination) de l'individu dans ces comportements.

La TAD fournit des clés précieuses pour comprendre comment les individus s'engagent dans certaines activités, adoptent certains comportements et développent leur personnalité au contact de ces activités et comportements. Elle trouve son utilité dans de très nombreux champs d'application comme, par exemple : le travail, la santé, l'éducation des enfants, les relations interpersonnelles, le sport ou encore l'apprentissage des individus en situation de handicap.
Les principales mini-théories qui composent aujourd'hui la TAD sont les suivantes :
| Mini-théorie                               | Domaine d'application |
| ------------------------------------------ | --- |
| La Cognitive Evaluation Theory (CET)       | Explique la manière dont les évènements environnementaux, le contexte social et les évènements intrapersonnels peuvent favoriser ou au contraire faire diminuer la motivation intrinsèque.                                                                                          |
| La Organismic Integration Theory (OIT)     | Décrit le processus qui permet à l'être humain d'intégrer ses expériences et ainsi de développer son degré d'autodétermination dans le cadre d'activités extrinsèquement motivées (comme dans le cadre du travail par exemple), à partir du moment où les conditions le permettent. |
| La Basic Psychological Needs Theory (BPNT) | Explore la manière dont l'environnement en nourrissant ou pas les trois besoins psychologiques fondamentaux de l'individu conditionne sa capacité à se développer psychologiquement, à expérimenter un sentiment de bien-être et à préserver sa santé à long terme.                 |
| La Causality Orientations Theory (COT)     | S'intéresse aux préférences individuelles et à la manière dont l'orientation vers l'autonomie, le contrôle ou la non-action conditionne le degré d'auto-détermination. |
| La Goal Content Theory (GCT)               | S'intéresse à la différence entre buts intrinsèques et extrinsèques et la manière dont ceux-ci contribuent au sentiment de bien-être à long terme. |
| La Relationship Motivation Theory (RMT)    | Examine l'importance des relations humaines. Cette mini-théorie propose que des relations de haute qualité contribuent à satisfaire l'ensemble des trois besoins fondamentaux décrits dans la BPNT.                                                                                 |

Après deux premières sections consacrée à présenter les concepts de motivation intrinsèque/extrinsèque et les trois besoins psychologiques fondamentaux qui constituent la base commune de l'ensemble de la TAD, les sections suivantes seront consacrées à présenter les principales propositions développées par chacune de ces mini-théories.

## Les dimensions de la motivation
Plusieurs études importantes ont conduit à l'émergence de la TAD dans les années 1970 et en particulier les recherches sur l’existence de plusieurs types de motivation. Ces recherches ont permis de distinguer différents systèmes et degrés de régulation des comportements et attitudes vis-à-vis d’une activité ou d'un comportement.

### Types de motivation
Deux grands types de motivations peuvent être distingués : la motivation intrinsèque et la motivation extrinsèque.
La motivation intrinsèque est “en jeu lorsqu’une activité est réalisée pour le plaisir et la satisfaction qu’elle procure”. Lorsqu’un individu est intrinsèquement motivé, il s’engage librement dans une activité qui va lui permettre d’expérimenter de l’intérêt et de la joie. La motivation intrinsèque est non instrumentale, elle est générée par la satisfaction inhérente à l’action elle-même et est perçue par l’individu comme venant de lui.
A l’opposé, dans la motivation extrinsèque, l'activité est poursuivie en vue d'atteindre un but externe à l’individu et à l'activité (gagner de l'argent, obtenir une récompense, se soumettre à une pression sociale ou familiale, éviter une punition, etc.). 
En marge des deux grands types de motivation présentés ci-dessus, la TAD évoque aussi l’amotivation qui est considérée comme l'absence de motivation et présente le niveau le plus faible d’autodétermination.

### Régulation de la motivation
La régulation est le mécanisme par lequel l'individu maintient sa motivation (pour une activité ou un comportement) dans le temps.
Dans le cas d'une activité intrinsèquement motivée, la régulation est naturelle et autonome, car découlant de la satisfaction tirée du comportement. La TAD parle de régulation intrinsèque.
Dans le cas d'une activité extrinsèquement motivée, la régulation est moins spontanée et requiert un effort. Le contexte et la personnalité de l'individu conditionnent le type de régulation qui sera nécessaire pour que celui-ci prolonge l'activité. La TAD identifie différents types de régulation qui vont de la régulation externe (une pression externe est nécessaire pour que l'activité continue) à la régulation intégrée (l'individu se régule de manière autonome). La section consacrée à l'Organismic Integration Theory (OIT) décrit différents types de régulation et leurs caractéristiques.

## Les trois besoins psychologiques fondamentaux
La TAD propose l'existence de trois besoins psychologiques fondamentaux qui sont à la fois nécessaires et suffisants pour que le développement de l'individu puisse avoir lieu dans de bonnes conditions. Ces trois besoins sont présentés comme des besoins universels que tout humain cherche à remplir qu’il en ait conscience ou pas et quels que soient les objectifs qu’il se donne facialement. L'absence ou le manque de réponse à un ou plusieurs de ces trois besoins fondamentaux suffit à expliquer une baisse de la motivation ainsi qu'une grande partie des comportements défensifs ou à problème observables chez l'être humain.
Les trois besoins fondamentaux sont :
- L’autonomie se réfère au "besoin pour l’individu de se percevoir comme la source de son propre comportement, de sentir qu’il agit à partir de ses propres intérêts et valeurs. Lorsqu’il est autonome, l’individu expérimente son comportement comme le produit de son identité profonde (self). Même lorsqu’il a été influencé par d’autres personnes, il a intégré ses éléments, a gardé l’initiative et est resté en phase avec ses propres valeurs"[5]. Lorsque le besoin d'autonomie est contrarié, l'individu expérimente un sentiment de pression extérieure ou de conflit intérieur, l'impression d'être poussé dans une direction qui n'est pas celle qu'il aurait spontanément choisie.
- L'appartenance sociale ou lien social (relatedness en anglais) est "le besoin de se sentir connecté aux autres, de prendre soin des autres et que les autres prennent soin de soi, de sentir qu’on est accepté par les autres personnes et par sa communauté. Le sentiment d’appartenance nous pousse à rechercher la connexion aux autres pour être acceptés tels que nous sommes. Ce besoin de lien n’est conditionné à aucune attente particulière et ne cherche aucun résultat concret (sexe, mariage, entrer dans le groupe), il répond au besoin psychologique d’être en relation et en unité avec les autres."[5]. Répondre à ce dernier besoin permet, non seulement à l’individu de se sentir « lié » à des personnes qui auraient une importance pour lui, mais amènerait, en retour, ces personnes à se sentir, elles aussi, importantes pour autrui. Lorsque le besoin de lien social est contrarié, l'individu peut expérimenter une forme d'aliénation sociale, un sentiment d'exclusion ou encore de solitude.
- La compétence est un besoin qui se réfère à un sentiment d’efficacité ou de maîtrise sur son environnement et qui fait naître chez les individus la curiosité et le goût à relever des défis (Deci 1975, White 1959). Le besoin de compétence incite l’individu à rechercher les challenges qui sont optimaux pour ses capacités et à améliorer de manière permanente celles-ci au travers d’activités. Lorsque ce besoin est contrarié, l'individu expérimente le sentiment d'échec ou d'impuissance.

Depuis la première formulation de la TAD (Deci & Ryan, 1980), le concept des besoins psychologiques fondamentaux a montré sa pertinence, en ce qu'il permet de décrire et de prédire efficacement les conditions dans lesquelles la motivation d'un individu va croître fortement ou au contraire s'effondrer.
Cette notion des besoins psychologiques fondamentaux relie l'ensemble des mini-théories de la TAD entre elles. Ainsi, la TAD propose que la manière dont l'environnement nourrit ces trois besoins psychologiques fondamentaux joue un rôle essentiel dans le développement et la préservation de la motivation intrinsèque (cf. section relative à la Cognitive Evaluation Theory - CET ci-dessous) et dans le soutien du processus d'intégration (cf. section relative à la Organismic Integration Theory - OIT). Également, ces trois besoins fondamentaux se trouvent à la base des propositions de la TAD en ce qui concerne les préférences individuelles pour le contrôle ou l'autonomie (cf. section consacrée à la Causality Orientations Theory - COT), les effets de différentes aspirations de vie sur le bien-être de l'individu (Goal Content Theory - GCT) et les facteurs caractéristiques de relations saines et matures (Relationship Motivation Theory - RMT).

## La Cognitive Evaluation Theory (CET)
Première mini-théorie dans l’ordre chronologique, la CET est en quelque sorte la racine à partir de laquelle les autres mini-théories de la TAD se sont développées.
Elle explique comment les évènements environnementaux (récompenses, pression), le contexte social (climat de classe ou d’entreprise) et les évènements intrapersonnels (les objectifs qu’il se fixe) affectent positivement ou négativement la motivation intrinsèque de l’individu. L’apport central de cette théorie est d’identifier que le sens psychologique attribué à chacun de ces évènements peut être plutôt informatif, contrôlant ou amotivationnel et que c’est la prédominance relative de l’un ou l’autre de ces trois aspects qui explique l’effet qu’aura l’évènement sur la motivation intrinsèque du sujet. Autrement dit, un évènement particulier identifié comme plutôt contrôlant fera baisser le niveau de motivation intrinsèque, alors qu’un évènement identifié comme informatif contribuera à augmenter le niveau de motivation intrinsèque.
C’est cette théorie qui explique les effets négatifs de la récompense externe (identifiée comme contrôlante) sur la motivation intrinsèque (cf. la section relative aux trois expériences fondatrices de la TAD ci-dessous).
Plus généralement, la CET identifie que les évènements suivants :
- La menace d’une punition (Deci & Cascio - 1972),
- Les deadlines (Amabile, Dejong et Lepper - 1976),
- Les objectifs imposés (Mossholder - 1980),
- La surveillance (Lepper & Greene - 1975 et Plan & Ryan - 1985)
- La compétition (Deci, Betley, Kahle, Abrams & Porac - 1981)
- Le feedback négatif (Deci & Cascio – 1972)
- L’évaluation (Smith – 1975, Ryan – 1982)

...ont tous un impact négatif sur la motivation intrinsèque parce qu’ils sont expérimentés comme des fonctions de contrôle et qu'ils dégradent la capacité pour l'individu de nourrir ses besoins psychologiques fondamentaux, en particulier celui d'autonomie.
Inversement la CET propose que les évènements suivants :
- Le feedback positif ou de renforcement (Deci – 1971) ,
- L’implication dans les solutions à apporter à un problème (Zuckerman, Porac, Smith & Deci – 1978)
- L’empathie et le non-contrôle (Koestner, Ryan, Bernieri & Holt – 1984)

...sont perçus comme des fonctions informatives favorables au développement de la motivation intrinsèque.
La CET a apporté par la suite deux nuances importantes qui viennent compléter ce premier regard.
Dans la première, il était suggéré que bien que des évènements tels que la récompense, les deadlines ou le feedback positif avaient tendance à avoir une signification fonctionnelle particulière, le climat interpersonnel dans lequel ils étaient administrés pouvait influencer celle-ci. Ryan a en particulier montré qu’un feedback positif administré dans une ambiance de pression autour de l’idée que chacun devait « faire bien » pouvait être expérimenté comme un élément de contrôle. Également Ryan, Mims et Koestner (1983) ont montré qu’une récompense tangible si elle était administrée dans un contexte non évaluatif et favorable à l’autonomie pouvait ne pas influencer négativement la motivation intrinsèque. D’autres études ont également montré que l’application de limites ou un contexte de compétition pouvaient être perçus comme plutôt informatif ou plutôt contrôlant selon le climat interpersonnel prédominant.
Dans la seconde, Ryan s’est intéressé aux déclenchements internes de l’action. Il suggère (1982) que les individus peuvent initier et réguler leurs actions de différentes manières par ailleurs indépendantes du contexte social. Par exemple, certains individus peuvent s’égo-investir (ego-involved) dans des activités dans le but de se prouver – en étant performants dans la réalisation de ces activités – qu’ils ont une certaine valeur personnelle. Ryan suggère que lorsque l’initiation et la régulation de l’activité sont guidées par l’égo, la signification fonctionnelle va être davantage considérée comme contrôlante que lorsqu’elles sont guidées par la tâche elle-même (task oriented). De manière plus générale, la CET considère que les formes de régulation par l’auto-contrôle diminuent la motivation intrinsèque alors que des formes d’auto-régulation plus autonomes vont soutenir ou améliorer la motivation intrinsèque.

## La Organismic Integration Theory (OIT)
L’OIT est fondé sur l’hypothèse selon laquelle les individus ont une tendance naturelle à intégrer psychologiquement leurs expériences - c'est-à-dire à unifier ce qu'il font et ce qu'ils sont - si les conditions proposées par l'environnement le permettent.
Il découle de cette hypothèse que si des demandes externes émanent de certaines personnes influentes (avec lesquelles il se sent en lien) ou certains groupes de référence dans la direction de réaliser des activités jugées comme non intéressantes, l’individu va avoir tendance à internaliser la demande externe initiale, c’est-à-dire qu'il va s’approprier la régulation et l’intégrer à son identité personnelle ("sens of self" en anglais). Dans ce cas, l’individu se trouverait en position d’autonomie bien que réalisant une activité extrinsèquement motivée. Dans la vision de Deci & Ryan, un phénomène naturel fait que l’individu travaille pour activement transformer une régulation externe en auto-régulation, ce qui lui permet d’être plus intégré (répondant ainsi à son élan naturel de croissance et d’intégration). Pour que ce phénomène naturel puisse prendre forme, il faut que l'individu se sente nourrit au niveau des trois besoins psychologiques fondamentaux : le lien social (avec la personne ou le groupe qui formule la demande externe initiale), l'autonomie (l'absence de pressions externes ou de tentatives de contrôle) et la compétence (se sentir capable de réaliser l'action demandée). Pour plus de détail se référer à la section consacrée à ces trois besoins fondamentaux (BPNT).
L'OIT propose que l'intégration n'est pas un phénomène binaire, mais plutôt un continuum progressif. Ainsi, plus une régulation est intégrée, plus elle devient une partie de l'identité personnelle de l'individu et plus elle permet des comportements auto-régulés. A l'autre bout du continuum, il est aussi possible pour l'individu d'internaliser des régulations sans que celles-ci ne deviennent pour autant une partie intégrante de son identité personnelle. Ces régulations acceptées par l'individu mais non intégrées à son identité ne permettraient pas une auto-régulation autonome, mais fonctionneraient davantage comme des contrôleurs du comportement. Ainsi, des comportements extrinsèquement motivés pour lesquels la régulation a été intégrée à différents degrés diffèreraient dans leur niveau d’autonomie relative.
C’est sur ces bases que l’OIT propose une taxonomie des types de régulation pour la motivation extrinsèque qui diffèrent selon le degré d’autonomie qu’ils permettent. Cette taxonomie prend la forme de l'échelle hiérarchique suivante (dans laquelle sont également présentées la motivation intrinsèque et l'amotivation qui représentent chacune une des extrémités de l'échelle).
- Motivation intrinsèque (plus haut degré d'autodétermination)
- Motivation extrinsèque (degrés d'autodétermination intermédiaires)
  - Régulation intégrée
  - Régulation identifiée
  - Régulation introjectée
  - Régulation externe
- Amotivation (plus bas degré d'autodétermination)

### Description de chacun des quatre types de régulation

#### La régulation externe (niveau d'autonomie le plus faible)
La régulation externe se manifeste lorsque l'individu agit sous l'influence de pressions externes, comme des récompenses ou des punitions. Ce type de motivation est souvent observé dans les environnements scolaires ou professionnels où l'accent est mis sur la performance mesurable, au détriment du plaisir ou de l'intérêt intrinsèque. Par exemple, un étudiant qui prépare un examen uniquement pour éviter des conséquences négatives (comme échouer ou décevoir ses parents) illustre cette régulation. Une analyse approfondie de la distinction entre motivation intrinsèque et extrinsèque dans divers contextes peut être consultée dans des travaux récents.

#### La régulation introjectée
Dans la régulation introjectée, l’individu intériorise les contraintes externes et agit sous pression. Il est motivé par les sentiments de honte et de culpabilité sans pour autant complètement accepter et endosser les pensées d’autrui. L’individu mobilise cette régulation plutôt comme une stratégie d’évitement des conséquences désagréables qui s’imposent à lui.
La régulation introjectée se produit lorsque l'individu internalise des pressions externes, agissant par culpabilité ou pour obtenir l'approbation sociale. Par exemple, une personne qui s'engage dans une activité sportive principalement pour éviter de se sentir coupable de ne pas le faire, plutôt que par plaisir, démontre ce type de motivation.

#### La régulation identifiée
La régulation identifiée représente le niveau le plus élevé de motivation extrinsèque, où l'individu intègre pleinement les raisons de ses actions à son système de valeurs. Par exemple, une personne qui choisit de suivre un régime alimentaire sain non seulement pour des raisons de santé, mais aussi parce que cela correspond à son identité et à ses valeurs personnelles, démontre cette forme de motivation.
À ce propos, Deci et Ryan (2002) parlent d’identification qui serait «compartimentée (...)  ou séparée des autres croyances ou valeurs de l’individu (…)». C’est d’ailleurs dans ce sens que les deux chercheurs ont développé un quatrième niveau de régulation que l’on nomme « intégrée ».

#### La régulation intégrée (niveau d'autonomie le plus élevé)
La régulation intégrée fait référence au sens et aux besoins de réalisations personnelles où la conscience et la valorisation de soi est alors recherchée par l’individu. Les comportements émis par ce dernier se caractérisent par leur cohérence et leur concordance avec ses valeurs et sa personne entière.

### L'évolution d'un niveau de régulation à l'autre
L’évolution dans les motivations : de la régulation extrinsèque à l’intégration complète
Deci et Ryan insistent sur le continuum des différentes régulations : la théorie de l’autodétermination ne se limite pas à décrire des états fixes de régulation. Elle met également en lumière la capacité des individus à évoluer, passant d’une régulation extrinsèque (dictée par des pressions externes) à des formes de motivation plus autonomes, comme la régulation intégrée ou la motivation intrinsèque. Cette évolution dépend de l’environnement social, du soutien à l’autonomie, et de l’expérience personnelle.
Exemple caricatural des personnages de Tintin : un apprentissage de l’autodétermination
- Tintin : une motivation intrinsèque constante Tintin, le protagoniste principal, agit souvent par pure curiosité et passion pour l’aventure. Ses décisions ne sont pas motivées par des récompenses externes, mais par un intérêt profond pour la justice et la vérité. Par exemple, dans Les Cigares du Pharaon, son enquête commence par hasard, mais il s’investit pleinement dans l’aventure par passion, démontrant une motivation intrinsèque stable.
- Le Capitaine Haddock : une évolution vers l’intégration Au début de ses apparitions (Le Crabe aux pinces d’or), le capitaine Haddock est un personnage motivé par des désirs extrinsèques (comme l’échappement à ses propres faiblesses à travers l’alcool). Cependant, grâce au soutien et aux encouragements de Tintin, Haddock évolue progressivement. Dans L’Affaire Tournesol et Tintin au Tibet, il agit avec un sens accru de responsabilité et d’engagement personnel, intégrant des valeurs comme l’amitié et la loyauté dans ses motivations.
- Le Professeur Tournesol : l’exemple d’une régulation intégrée Le professeur Tournesol, bien que souvent distrait, incarne une motivation régulée de manière intégrée. Ses inventions, comme dans Objectif Lune, sont le fruit d’une curiosité scientifique profonde et d’un engagement aligné avec ses valeurs personnelles.

Note de précision :
Ces exemples sont proposés à titre illustratif pour mettre en lumière des processus évolutifs dans des contextes spécifiques. Il est important de souligner qu’ils ne doivent pas être interprétés comme une catégorisation définitive des personnages. La théorie de l’autodétermination postule en effet qu’un même individu peut, selon les situations, adopter des formes de régulation variées – par exemple, une régulation intégrée dans le cadre professionnel et une régulation externe dans d’autres contextes – sans qu’une tendance générale et figée ne puisse être établie.
L’application pratique de la théorie
Les exemples des personnages de Tintin montrent que l’autodétermination n’est pas seulement une théorie abstraite. Elle reflète un processus dynamique d’évolution, où le soutien environnemental et social joue un rôle clé dans la progression vers des formes de motivation plus autonomes. Ces principes trouvent également des applications concrètes dans des domaines comme l’éducation, la psychologie du travail, et le développement personnel.

## La Basic Psychological Needs Theory (BPNT)
La BPNT propose que les trois besoins psychologique fondamentaux (autonomie, appartenance, compétence) ont une fonction analogue à celle qu'ont les besoins physiques fondamentaux (boire, manger, dormir). De même que l'individu a besoin de combler ses besoins physiques fondamentaux pour vivre et se développer normalement, la satisfaction des besoins psychologiques conditionne sa capacité de développement, de résilience et d'intégration et, plus généralement, son bien-être.
Les recherches menées dans le cadre de la BPNT ont permis de montrer que les trois besoins psychologiques identifiés par la TAD remplissent toutes les conditions qui font d'eux des besoins fondamentaux. En particulier, les recherches ont démontré que ces besoins sont :
- Essentiels : Leur satisfaction contribue à la croissance, au bien-être et à un ajustement fluide de l’individu alors que leur frustration permet de prédire des problèmes de comportement, un mal-être et des psycho-pathologies.
- Omniprésents : Leurs effets sont perceptibles à différents niveaux cognitifs, affectifs et comportementaux, tout en impactant à la fois la psychologie, la neurologie et la biologie de l'individu.
- Universels : La satisfaction ou la frustration des besoins fondamentaux permet de prédire la croissance et le bien-être de tous les individus, quelles que soient leurs différences socio-démographiques, leur personnalité, leur environnement culturel ou encore l'intensité de leurs besoins.
- Distincts : Chaque besoin fondamental concerne un groupe d’expérience bien spécifique et son expression ne peut pas découler de la frustration d’un autre besoin fondamental.
- Spécifiques : La satisfaction et la frustration d’un besoin fondamental se manifestent selon des comportements et expériences qui sont spécifiques à chaque individu.
- Directionnels : Un besoin fondamental conditionne et forme les pensées, les actes et les ressentis de l’individu, incitant celui-ci a rechercher pro-activement les circonstances, les partenaires et les activités lui permettant de satisfaire le besoin en question, tout en suscitant des comportements correctifs dès lors que ce besoin est frustré.

Les études menées dans le cadre de la BPNT montrent que la satisfaction des trois besoins psychologiques fondamentaux nourrit nos inclinations à la pro-activité, au contact social et à la croissance personnelle, alors que leur frustration réveille chez nous la passivité, l'égocentrisme et les comportements défensifs.
Non seulement la satisfaction des besoins est corrélée au bien-être, mais elle permet également de prédire une amélioration du bien-être dans le temps. Ainsi une étude (Gillet et al, 2019) a montré que les étudiants qui accédaient à une meilleure satisfaction de leurs besoins bénéficiaient d’une meilleure humeur, produisaient plus d’effort et obtenaient de meilleures performances que les étudiants qui voyaient la réponse à leurs besoins se dégrader.
Conformément aux prédictions de la TAD (et plus précisément celles de l’OIT), la satisfaction des besoins ne produit pas simplement un sentiment de contentement et de bonheur accru, mais elle contribue à un fonctionnement à plein potentiel de l’individu (full fonctioning). Celui-ci n’implique pas seulement des émotions plaisantes et l’absence d’expériences décevantes, mais également la capacité pour un individu de vivre ses expériences avec un niveau de conscience plus élevé et l’impression qu’elles font davantage « sens » pour lui. Plus généralement, le sens et la raison d’être d’un individu semblent fortement reliées à la satisfaction des besoins fondamentaux (Martela, Ryan et Steger, 2018).
Une autre des propositions clés de la BPNT est que la satisfaction des besoins contribue à reconstituer et à mobiliser les ressources énergétiques, ce qui développe la vitalité (Ryan & Deci, 2017). Ainsi, la satisfaction des besoins fondamentaux a été démontrée comme étant corrélée à une vitalité accrue dans de multiples domaines comme la religion, le travail, le soin ou encore la parentalité (e.g. Neubauer et al, 2021).

## La Causality Orientations Theory (COT)
Tout au long du développement de la TAD, ses auteurs ont assumé que la motivation, le comportement et l’expérience de l’individu dans une situation particulière sont une fonction à la fois du contexte social immédiat et des ressources intérieures développées par la personne au travers de ses interactions précédentes avec le contexte social. Alors que la CET et la OIT se sont focalisées sur l'influence de l'environnement et du contexte social sur la motivation, les comportements et le développement de la personnalité, la COT s'est intéressée à la question des ressources intérieures de l'individu. Elle a été développée pour décrire ces différentes ressources intérieures, c'est-à-dire des différences individuelles relativement stables dans les orientations qu'un individu peut avoir vis-à-vis de son environnement social et des modes de régulation de ses comportements.
Cette mini-théorie distingue trois grandes catégories de comportement :
- L'orientation vers l'autonomie caractérise un comportement tourné vers la satisfaction de ses besoins et objectifs personnels. Les individus dotés d'un haut niveau d'orientation vers l'autonomie recherchent des expériences dont ils se sentent les initiateurs;
- L'orientation vers le contrôle caractérise un comportement initié et régulé par un mécanisme de contrôle, que celui-ci soit externe (comme une récompense ou une punition par exemple) ou interne (l'obéissance à la manière dont "il faut" se comporter dans telle situation). Les individus dotés d'un haut niveau d'orientation vers le contrôle recherchent spontanément les situations où ils sont contrôlés et ont tendance à interpréter leur environnement comme a priori contrôlant;
- L'orientation impersonnelle caractérise un comportement manquant d'intention, d'initiative ou de sentiment de contrôle. Les individus dotés d'une orientation impersonnelle croient qu'ils ne peuvent pas contrôler leur comportement et, en conséquence, qu'ils ne peuvent pas atteindre leurs objectifs.

La COT propose que chaque être humain est guidé par une combinaison de ces trois orientations qui conditionne la manière dont il expérimente et interagit avec le monde du point de vue de la motivation.
Un questionnaire - The General Causality Orientations Scale (CGOS; Deci & Ryan, 1985) - a été développé pour mesurer le niveau d'orientation des individus vers l'autonomie, le contrôle ou un fonctionnement impersonnel.
Parmi les découvertes qui découlent de l'utilisation de la COT, une étude (Hagger & Chatzisarantis, 2011) a montré qu'un individu caractérisé par une forte orientation vers l'autonomie était moins sensible aux effets d'une interaction contrôlante en ce qu'il pouvait, malgré celle-ci, maintenir un haut niveau de motivation intrinsèque alors qu'un individu marqué par une orientation vers le contrôle voyait sa motivation intrinsèque impactée négativement par la même condition.
D'une manière plus générale, de nombreuses études menées dans le cadre de la TAD (notamment celles menées par Holley Hodgins ou Richard Koestner, mais aussi par d'autres chercheurs) ont permis de montrer que les individus présentant un haut niveau d'orientation vers l'autonomie expérimentaient une personnalité plus intégrée : Une meilleure connaissance de soi, une connexion plus forte avec son besoin de réalisation personnelle, une plus grande cohérence entre attitudes et comportements, une plus grande ouverture aux expériences nouvelles, une meilleure acceptation de la critique, mais aussi un plus grand degré d'ouverture aux autres et aux conversations authentiques. Inversement, les individus marqués par une orientation vers le contrôle ou impersonnelle sont plus exposés au sentiment de honte et aux symptômes dépressifs du fait de leur plus grande sensibilité à la récompense et à la critique.

## La Goal Contents Theory
Cette cinquième mini-théorie s'est construite à partir de premières recherches menées dans les années 1990 (Kasser & Ryan 1993 et 1996) au sujet des aspirations et des buts de vie.
Elle distingue deux grandes familles d’aspirations : 
- les aspirations intrinsèques qui procurent une satisfaction relativement directe des besoins fondamentaux. Cette catégorie inclut par exemple : les objectifs liés à la croissance personnelle, à l'expression de soi, à la connexion aux autres, à la contribution à sa communauté ou encore à la forme physique;
- les aspirations extrinsèques qui sont davantage reliées à l’obtention de signes extérieurs de valeur/richesse et qui répondent moins facilement aux besoins fondamentaux. Par exemple : les objectifs liés à l'argent, la gloire, l'apparence physique, le pouvoir ou encore la conformité sociale.

Les recherches menées dans le cadre de la GCT ont convergé pour montrer qu’accorder une importance élevée à des résultats extrinsèques était corrélé avec un bien-être inférieur, même lorsque les personnes concernées avaient connu un sentiment d’efficacité dans l’atteinte de ces buts.
Plus largement, ces études suggèrent que la poursuite et l’atteinte d’un but auquel l’individu s’est attaché n’est pas un gage de bien-être. 
Le contenu de ce but est un élément important et les chercheurs proposent que cela découle du fait que certains buts (qu’ils appellent aspirations intrinsèques) procurent une meilleure réponse aux besoins fondamentaux, alors que d’autres (appelés aspirations extrinsèques) procurent une moins bonne réponse à ces besoins. 
Les recherches ont confirmé que ces hypothèses étaient valides quels que soient la culture, le pays ou les méthodes quantitatives utilisées.
L'hypothèse avancée pour expliquer ces conclusions est que la poursuite et l’atteinte d’aspirations extrinsèques pourraient bien distraire les individus de la réponse à leurs besoins fondamentaux en les focalisant sur des buts qui ne sont pas directement reliés à ces besoins.
Une étude de Kasser, Ryan, Zax et Sameroff (1995) a montré que les styles de parentalité qui empêchent les enfants de répondre à leurs besoins fondamentaux entraine, chez ces enfants, un développement excessif des aspirations extrinsèques, tels que la richesse par exemple, qui sont des indicateurs de « valeur » personnelle et pourraient avoir pour fonction de compenser l’impossibilité de satisfaire les besoins fondamentaux. Ces enfants pourraient entretenir plus tard ce manque de réponse aux besoins fondamentaux et ainsi entretenir les conséquences en matière de mal-être.
Une autre étude de Williams, Cox, Hedberg et Deci (2000) a montré que des étudiants qui percevaient leurs parents comme étant « contrôlants » développaient (1) un intérêt relativement plus grand pour les aspirations extrinsèques, et (2) que ce schéma aspirationnel entrainait une hausse des comportements à risque (tabac, alcool, marijuana) qui eux-mêmes entravaient la satisfaction des besoins fondamentaux.
La conclusion de ces différentes études est qu’un contexte social qui empêche la satisfaction des besoins fondamentaux peut entrainer des buts compensatoires et entrainer des risques sérieux au niveau du bien-être physique et psychologique.

## Les trois expériences fondatrices de la TAD (1971)
Inspiré par de nombreuses études relatives au comportement et à la motivation des êtres humains (Decharms 1968, Maslow 1943, Vroom 1964, d’Herzberg,1971), Edward L. Deci conceptualise à partir des années 1970 la notion de motivation intrinsèque et l’oppose à celle de motivation extrinsèque. C’est dans son article « The effects of externally mediated rewards on intrinsic motivation » que l’auteur présente et détaille les résultats de ses expériences menées sur la motivation. Il pose deux hypothèses de recherches : D’abord, il suppose que la récompense matérielle, l’argent par exemple, est à l’origine de la baisse de la motivation intrinsèque. A contrario, il considère que le renforcement verbal augmente cette dernière.   
Pour vérifier ces hypothèses, Deci réalise, en 1971, trois expériences consécutives.
Expérience I
La première expérience est menée en laboratoire avec 24 élèves en psychologie qui sont répartis en 2 groupes (un groupe expérimental et un groupe de contrôle). Ces deux groupes ont été observés durant 3 sessions consécutives, lors desquelles il était demandé aux élèves de reproduire différentes configurations spécifiques du cube SOMA, activité dont l'expérimentateur estimait qu'elle devait spontanément susciter la motivation intrinsèque des étudiants, ce qui sera effectivement vérifié par l'interrogation des élèves réalisée post expérience.
Alors que lors des sessions 1 et 3, les conditions étaient identiques entre groupe expérimental et groupe de contrôle, lors de la session 2 les élèves du groupe expérimental se sont vus proposer une rémunération de 1$ pour chaque configuration du cube SOMA réalisée avec succès dans le temps imparti. Au milieu de chaque session, l'expérimentateur quittait la pièce pendant 8 minutes et disait aux élèves qu'ils pouvaient occuper leur temps comme bon leur semblait à ce moment-là. Le comportement des élèves était observé pendant cette période de pause.
Le résultat de cette expérience a montré une augmentation du temps passé à résoudre le cube SOMA durant la pause de la session 2 (rémunérée) et, une fois la rémunération retirée en session 3, une baisse de ce temps en dessous de ce qui avait été constaté lors de la session 1. L'interprétation de Deci est que l'introduction de la récompense matérielle comme outil de motivation extrinsèque a eu pour effet d'impacter négativement la motivation intrinsèque spontanée des étudiants.
Expérience II
Cette expérience est menée sur le terrain dans un contexte où les élèves ne savent pas qu'ils participent à une expérience. 8 étudiants sont recrutés pour rédiger des titres d'articles destinés au journal de l'université. Le protocole est identique à celui utilisé pour l'expérience I : les étudiants sont divisés en deux groupes de 4 (un groupe expérimental et un groupe de contrôle). Ils sont observés sur 3 périodes distinctes et, alors que dans les périodes 1 et 3 les deux groupes sont soumis aux mêmes conditions (aucune rémunération pour le travail réalisé), les élèves du groupe expérimental se voient, lors de la session 2, proposer une rémunération de 50 cents pour chaque titre rédigé. À la fin de cette session 2, on annonce aux élèves que le journal n'a plus le budget nécessaire pour leur payer cette rémunération ce qui justifie le retour aux conditions initiales pour la session 3.
Les résultats de cette expérience viennent confirmer ceux de l'expérience I avec le constat que le recours à une récompense matérielle dans la session 2 impacte négativement la motivation intrinsèque des étudiants, les résultats de la session 3 étant inférieurs ceux de la session 1.
Expérience III
Cette expérience reproduit les conditions de l'expérience I, mais remplace la rémunération financière par des renforcements verbaux (encouragements, feedbacks positifs) relatifs aux taches réalisées (résolution du cube SOMA).
Les résultats de cette expérience confirment les intuitions de Deci en montrant que le renforcement verbal avait contribué à augmenter la motivation intrinsèque des élèves du groupe expérimental lors de la session 3, celle-ci se trouvant cette fois à un niveau supérieur à celui de la session 1.

### Conclusions
Deci explique cette différence d'impact entre la récompense matérielle et le renforcement verbal de la manière suivante : L'introduction de l'argent dans une activité pour laquelle il était spontanément motivé incite l'individu à reconsidérer l'intérêt qu'il attribue à la tâche, en le faisant basculer du plaisir de la réalisation à l'envie de gagner de l'argent. L'activité est alors perçue comme controlée par des facteurs extérieurs, son sentiment d'autonomie diminue et la motivation intrinsèque bascule en motivation extrinsèque. Le renforcement verbal, au contraire, n'est pas évalué par l'individu comme un contrôle par des facteurs extérieurs. La motivation intrinsèque demeure et se trouve même renforcée par ces encouragements.
 Au travers des expériences sur la TAD, notamment celles de Deci et Ryan, il ressort que les tâches et comportements intrinsèquement motivés apportent beaucoup plus de valeurs ajoutées, de créativité et de réussite dans la réalisation des tâches.
De nos jours, la théorie de l’autodétermination est une théorie majeure pour l'étude de la motivation des individus. Elle est déployée dans différents champs et domaines d’application. Plusieurs recherches l'ont déployée pour l'étude des pratiques managériales en entreprise, ou dans la construction de programmes pédagogiques  (définir les programmes scolaires et de formation), dans les disciplines sportives  (fonde la théorie de l’objectif de réalisation), ou encore dans le monde politique et juridique. Ces nouvelles applications mettent en lumière l’avenir florissant de la TAD en tant que levier de satisfaction des besoins individuels mais aussi sociétaux.